# Мате Павич
Мате Павич (хорв. Mate Pavić) — хорватський тенісист, спеціаліст з парної гри, перша парна ракетка світу.  
Свій перший титул Великого шолома Павич виграв на Відкритому чемпіонаті США 2016 в міксті в парі з Лаурою Зігемунд. На Відкритому чемпіонаті Австралії 2018 йому підкорилися одразу два парні титули: чоловічу пару він виграв з австрійцем Олівером Марахом, а змішану — з канадкою Габріелою Дабровскі. 
З 28 травня 2018 року впродовж 8 тижнів Павич був першою ракеткою світу в парній грі. Він знову повернув собі це звання в квітні 2021 року.

## Фінали турнірів Великого шлему

### Парний розряд: 8 (4–4)
| Результат | Рік  | Турнір                                 | Покриття | Партнер         | Суперники                           | Рахунок                                 |
| --------- | ---- | -------------------------------------- | -------- | --------------- | ----------------------------------- | --------------------------------------- |
| Поразка   | 2017 | Вімблдонський турнір                   | Трава    | Олівер Марах    | Лукаш Кубот Марсело Мело            | 7–5, 5–7, 6–7(2–7), 6–3, 11–13          |
| Перемога  | 2018 | Відкритий чемпіонат Австралії з тенісу | Тверде   | Олівер Марах    | Хуан Себастьян Кабаль Роберт Фара   | 6–4, 6–4                                |
| Поразка   | 2018 | Відкритий чемпіонат Франції з тенісу   | Ґрунт    | Олівер Марах    | П'єр-Юг Ербер Ніколя Маю            | 2–6, 6–7(4–7)                           |
| Перемога  | 2020 | Відкритий чемпіонат США з тенісу       | Тверде   | Бруно Соарес    | Веслі Колгоф Нікола Мектич          | 7–5, 6–3                                |
| Поразка   | 2020 | Відкритий чемпіонат Франції            | Ґрунт    | Бруно Соарес    | Кевін Кравіц Андреас Міс            | 3–6, 5–7                                |
| Перемога  | 2021 | Вімблдонський турнір                   | Трава    | Нікола Мектич   | Марсель Гранольєрс Орасіо Себальйос | 6–4, 7–6(7–5), 2–6, 7–5                 |
| Поразка   | 2022 | Вімблдонський турнір                   | Трава    | Нікола Мектич   | Меттью Ебден Макс Перселл           | 6–7(5–7), 7–6(7–3), 6–4, 4–6, 6–7(2–10) |
| Перемога  | 2024 | French Open                            | Ґрунт    | Марсело Аревало | Сімоне Болеллі Андреа Вавассорі     | 7–5, 6–3                                |

### Мікст: 5 (3–2)
| Результат | Рік  | Турнір                                 | Покриття | Партнер            | Суперники                 | Рахунок               |
| --------- | ---- | -------------------------------------- | -------- | ------------------ | ------------------------- | --------------------- |
| Перемога  | 2016 | Відкритий чемпіонат США з тенісу       | Тверде   | Лаура Зігемунд     | Коко Вандевей Ражів Рам   | 6–4, 6–4              |
| Перемога  | 2018 | Відкритий чемпіонат Австралії з тенісу | Тверде   | Габріела Дабровскі | Тімеа Бабош Роган Бопанна | 2–6, 6–4, [11–9]      |
| Поразка   | 2018 | Відкритий чемпіонат Франції з тенісу   | Ґрунт    | Габріела Дабровскі | Латіша Чжань Іван Додіг   | 1–6, 7–6(7–5), [8–10] |
| Поразка   | 2019 | Відкритий чемпіонат Франції            | Ґрунт    | Габріела Дабровскі | Латіша Чжань Іван Додіг   | 1–6, 6–7(5–7)         |
| Перемога  | 2023 | Вімблдонський турнір                   | Трава    | Людмила Кіченок    | Сюй Їфань Йоран Вліґен    | 6–4, 6–7(9–11), 6–3   |

## Фінали Олімпіад

### Парний розряд: 1 (1 золота медаль)
| Результат | Рік  | Турнір                 | Покриття | Партнер       | Суперники              | Рахунок          |
| --------- | ---- | ---------------------- | -------- | ------------- | ---------------------- | ---------------- |
| Золото    | 2021 | Літні Олімпійські ігри | Тверде   | Нікола Мектич | Марин Чилич Іван Додіг | 6–4, 3–6, [10–6] |

## Чемпіонати закінчення сезону

### Парний розряд: 2 (2 поразки)
| Результат | Рік  | Турнір            | Покриття   | Партнер         | Суперники              | Рахунок            |
| --------- | ---- | ----------------- | ---------- | --------------- | ---------------------- | ------------------ |
| Поразка   | 2022 | Фінал ATP, Турин  | Тверде (i) | Нікола Мектич   | Ражів Рам Джо Солсбері | 6–7(4–7), 4–6      |
| Поразка   | 2024 | ATP Фінали, Turin | Тверде (i) | Марсело Аревало | Кевін Кравіц Тім Пюц   | 6–7(5–7), 6–7(6–8) |

## Фінали Мастерс 1000

### Парний розряд: 13 (8–5)
| Результат | Рік      | Турнір                             | Покриття   | Партнер         | Суперники                           | Рахунок                    |
| --------- | -------- | ---------------------------------- | ---------- | --------------- | ----------------------------------- | -------------------------- |
| Поразка   | 2018     | Мастерс Монте-Карло                | Ґрунт      | Олівер Марах    | Боб Браян Майк Браян                | 6–7(5–7), 3–6              |
| Перемога  | 2019     | Мастерс Шанхай                     | Тверде     | Бруно Соарес    | Лукаш Кубот Марсело Мело            | 6–4, 6–2                   |
| Поразка   | 2020     | Мастерс Париж                      | Тверде (i) | Бруно Соарес    | Фелікс Оже-Аліассім Губерт Гуркач   | 7–6(7–3), 6–7(7–9), [2–10] |
| Перемога  | 2021     | Відкритий чемпіонат Маямі з тенісу | Тверде     | Нікола Мектич   | Ден Еванс Ніл Скупскі               | 6–4, 6–4                   |
| Перемога  | 2021     | Мастерс Монте-Карло                | Ґрунт      | Нікола Мектич   | Ден Еванс Ніл Скупскі               | 6–3, 4–6, [10–7]           |
| Поразка   | 2021     | Мастерс Мадрид                     | Ґрунт      | Нікола Мектич   | Марсель Гранольєрс Орасіо Себальйос | 6–1, 3–6, [8–10]           |
| Перемога  | 2021     | Мастерс Рим                        | Ґрунт      | Нікола Мектич   | Ражів Рам Джо Солсбері              | 6–4, 7–6(7–4)              |
| Поразка   | 2021     | Мастерс Канада                     | Тверде     | Нікола Мектич   | Раджив Рем Джо Салісбері            | 3–6, 6–4, [3–10]           |
| Перемога  | 2022     | Відкритий чемпіонат Італії (2)     | Ґрунт      | Нікола Мектич   | Джон Ізнер Дієго Шварцман           | 6–2, 6–7(6–8), [12–10]     |
| Поразка   | 2024     | Italian Open                       | Ґрунт      | Марсело Аревало | Марсель Гранольєрс Орасіо Себальйос | 2–6, 2–6                   |
| Перемога  | 2024     | Мастерс Цинциннаті                 | Тверде     | Марсело Аревало | Маккензі Макдоналд Алекс Мікелсен   | 6–2, 6–4                   |
| Перемога  | 2025     | Indian Wells Open                  | Тверде     | Марсело Аревало | Себастьян Корда Джордан Томпсон     | 6–3, 6–4                   |
| Перемога  | Бер 2025 | Miami Open                         | Тверде     | Марсело Аревало | Джуліан Кеш Ллойд Ґласспул          | 7–6(7–3), 6–3              |

## Фінали турнірів ATP за кар'єру

### Парний розряд: 75 (42–33)
| Легенда                              |
| ------------------------------------ |
| Турніри Великого шолома (4–4)        |
| Фінали Світового туру ATP (0–2)      |
| Серія Мастерс 1000 Туру ATP (9–6)    |
| Літні Олімпійські ігри (1–0)         |
| Серія 500 Світового туру ATP (4–6)   |
| Серія 250 Світового туру ATP (24–15) |

| Фінали за покриттям |
| ------------------- |
| Тверде (22–17)      |
| Ґрунт (12–11)       |
| Трава (8–5)         |

| Фінали за типом корту |
| --------------------- |
| Відкритий (36–22)     |
| Закритий (6–11)       |

| Результат | В-П   | Дата     | Турнір                                            | Рівень           | Покриття    | Партнер              | Суперники                             | Рахунок                                 |
| --------- | ----- | -------- | ------------------------------------------------- | ---------------- | ----------- | -------------------- | ------------------------------------- | --------------------------------------- |
| Поразка   | 0–1   | Лют 2012 | Zagreb Indoors, Хорватія                          | Серія 250        | Тверде (i)  | Іван Додіг           | Маркос Багдатіс Михайло Южний         | 2–6, 2–6                                |
| Поразка   | 0–2   | Лют 2013 | Zagreb Indoors, Хорватія                          | Серія 250        | Тверде (i)  | Іван Додіг           | Юліан Ноул Філіп Полашек              | 3–6, 3–6                                |
| Поразка   | 0–3   | Січ 2014 | Maharashtra Open, Індія                           | Серія 250        | Тверде      | Марін Драганя        | Юган Брунстрем Фредерік Нільсен       | 2–6, 6–4, [7–10]                        |
| Перемога  | 1–3   | Тра 2015 | Open de Nice Côte d'Azur, Франція                 | Серія 250        | Ґрунт       | Майкл Вінус          | Жан-Жульєн Роєр Горія Текеу           | 7–6(7–4), 2–6, [10–7]                   |
| Поразка   | 1–4   | Лип 2015 | Hall of Fame Championships, США                   | Серія 250        | Трава       | Ніколас Монро        | Джонатан Маррей Айсам-уль-Хак Куреші  | 6–4, 3–6, [8–10]                        |
| Поразка   | 1–5   | Лип 2015 | Colombia Open, Колумбія                           | Серія 250        | Тверде      | Майкл Вінус          | Едуар Роже-Васслен Радек Штепанек     | 5–7, 3–6                                |
| Поразка   | 1–6   | Жов 2015 | Stockholm Open, Швеція                            | Серія 250        | Тверде (i)  | Майкл Вінус          | Ніколас Монро Джек Сок                | 5–7, 2–6                                |
| Перемога  | 2–6   | Січ 2016 | ATP Auckland Open, Нова Зеландія                  | Серія 250        | Тверде      | Майкл Вінус          | Ерік Буторак Скотт Ліпскі             | 7–5, 6–4                                |
| Перемога  | 3–6   | Лют 2016 | Open Sud de France, Франція                       | Серія 250        | Тверде (i)  | Майкл Вінус          | Александр Зверєв Міша Зверєв          | 7–5, 7–6(7–4)                           |
| Перемога  | 4–6   | Лют 2016 | Open 13, Франція                                  | Серія 250        | Тверде (i)  | Майкл Вінус          | Джонатан Ерліх Колін Флемінг          | 6–2, 6–3                                |
| Поразка   | 4–7   | Тра 2016 | Open de Nice Côte d'Azur, Франція                 | Серія 250        | Ґрунт       | Майкл Вінус          | Хуан Себастьян Кабаль Роберт Фара     | 6–4, 4–6, [8–10]                        |
| Перемога  | 5–7   | Чер 2016 | Rosmalen Grass Court Championships, Нідерланди    | Серія 250        | Трава       | Майкл Вінус          | Домінік Інглот Равен Класен           | 3–6, 6–3, [11–9]                        |
| Поразка   | 5–8   | Лип 2016 | Відкритий чемпіонат Швейцарії, Швейцарія          | Серія 250        | Ґрунт       | Майкл Вінус          | Хуліо Перальта Орасіо Себальйос       | 6–7(2–7), 2–6                           |
| Поразка   | 5–9   | Вер 2016 | Moselle Open, Франція                             | Серія 250        | Тверде (i)  | Майкл Вінус          | Хуліо Перальта Ораціо Себаллос        | 3–6, 6–7(4–7)                           |
| Поразка   | 5–10  | Жов 2016 | Відкритий чемпіонат Стокгольма, Швеція            | Серія 250        | Тверде (i)  | Майкл Вінус          | Еліяс Імер Мікаель Імер               | 1–6, 1–6                                |
| Перемога  | 6–10  | Кві 2017 | Grand Prix Hassan II, Марокко                     | Серія 250        | Ґрунт       | Домінік Інглот       | Марсель Гранольєрс Марк Лопес Таррес  | 6–4, 2–6, [11–9]                        |
| Поразка   | 6–11  | Чер 2017 | Stuttgart Open, Німеччина                         | Серія 250        | Трава       | Олівер Марах         | Джеймі Маррей Бруно Соарес            | 7–6(7–4), 5–7, [5–10]                   |
| Поразка   | 6–12  | Чер 2017 | Antalya Open, Туреччина                           | Серія 250        | Трава       | Олівер Марах         | Роберт Ліндстедт Айсам-уль-Хак Куреші | 5–7, 1–4 ret.                           |
| Поразка   | 6–13  | Лип 2017 | Вімблдонський турнір, Велика Британія             | Великий Шлем     | Трава       | Олівер Марах         | Лукаш Кубот Марсело Мело              | 7–5, 5–7, 6–7(2–7), 6–3, 11–13          |
| Перемога  | 7–13  | Лип 2017 | Відкритий чемпіонат Німеччини, Німеччина          | Серія 500        | Ґрунт       | Іван Додіг           | Пабло Куевас Марк Лопес Таррес        | 6–3, 6–4                                |
| Перемога  | 8–13  | Жов 2017 | Відкритий чемпіонат Стокгольма, Швеція            | Серія 250        | Тверде (i)  | Олівер Марах         | Айсам-уль-Хак Куреші Жан-Жульєн Роєр  | 3–6, 7–6(8–6), [10–4]                   |
| Перемога  | 9–13  | Січ 2018 | Qatar ExxonMobil Open, Катар                      | Серія 250        | Тверде      | Олівер Марах         | Джеймі Маррі Бруно Соарес             | 6–2, 7–6(8–6)                           |
| Перемога  | 10–13 | Січ 2018 | Auckland Open, Нова Зеландія (2)                  | Серія 250        | Тверде      | Олівер Марах         | Максим Мирний Філіпп Освальд          | 6–4, 5–7, [10–7]                        |
| Перемога  | 11–13 | Січ 2018 | Відкритий чемпіонат Австралії з тенісу, Австралія | Великий Шлем     | Тверде      | Олівер Марах         | Хуан Себастьян Кабаль Роберт Фара     | 6–4, 6–4                                |
| Поразка   | 11–14 | Лют 2018 | Rotterdam Open, Нідерланди                        | Серія 500        | Тверде (i)  | Олівер Марах         | П'єр-Юг Ербер Ніколя Маю              | 6–2, 2–6, [7–10]                        |
| Поразка   | 11–15 | Кві 2018 | Мастерс Монте-Карло, Монако                       | Мастерс 1000     | Ґрунт       | Олівер Марах         | Боб Браян Майк Браян                  | 6–7(5–7), 3–6                           |
| Перемога  | 12–15 | Тра 2018 | Geneva Open, Швейцарія                            | Серія 250        | Ґрунт       | Олівер Марах         | Іван Додіг Ражів Рам                  | 3–6, 7–6(7–3), [11–9]                   |
| Поразка   | 12–16 | Чер 2018 | Відкритий чемпіонат Франції з тенісу, Франція     | Великий Шлем     | Ґрунт       | Олівер Марах         | П'єр-Юг Ербер Ніколя Маю              | 2–6, 6–7(4–7)                           |
| Поразка   | 12–17 | Лип 2018 | Відкритий чемпіонат Німеччини, Німеччина          | Серія 500        | Ґрунт       | Олівер Марах         | Хуліо Перальта Ораціо Себаллос        | 1–6, 6–4, [6–10]                        |
| Перемога  | 13–17 | Вер 2018 | Chengdu Open, КНР                                 | Серія 250        | Тверде      | Іван Додіг           | Остін Крайчек Джіван Недунчежіян      | 6–2, 6–4                                |
| Поразка   | 13–18 | Жов 2018 | China Open, КНР                                   | Серія 500        | Тверде      | Олівер Марах         | Лукаш Кубот Марсело Мело              | 1–6, 4–6                                |
| Перемога  | 14–18 | Тра 2019 | Відкритий чемпіонат Женеви, Швейцарія (2)         | Серія 250        | Ґрунт       | Олівер Марах         | Меттью Ебден Роберт Ліндстедт         | 6–4, 6–4                                |
| Перемога  | 15–18 | Жов 2019 | Мастерс Шанхай, КНР                               | Мастерс 1000     | Тверде      | Бруно Соарес         | Лукаш Кубот Марсело Мело              | 6–4, 6–2                                |
| Поразка   | 15–19 | Жов 2019 | Відкритий чемпіонат Стокгольма, Швеція            | Серія 250        | Тверде (i)  | Бруно Соарес         | Генрі Контінен Едуар Роже-Васселен    | 4–6, 2–6                                |
| Перемога  | 16–19 | Лют 2020 | Open Sud de France, Франція (2)                   | Серія 250        | Тверде (i)  | Нікола Чачиц         | Айсам-уль-Хак Куреші Домінік Інглот   | 6–4, 6–7(4–7), [10–4]                   |
| Перемога  | 17–19 | Вер 2020 | Відкритий чемпіонат США з тенісу, США             | Великий Шлем     | Тверде      | Бруно Соарес         | Веслі Колгоф Нікола Мектич            | 7–5, 6–3                                |
| Поразка   | 17–20 | Вер 2020 | Гамбург Open, Німеччина                           | Серія 500        | Ґрунт       | Іван Додіг           | Джон Пірс (тенісист) Майкл Вінус      | 3–6, 4–6                                |
| Поразка   | 17–21 | Жов 2020 | Відкритий чемпіонат Франції, Франція              | Великий Шлем     | Ґрунт       | Бруно Соарес         | Кевін Кравіц Андреас Міс              | 3–6, 5–7                                |
| Поразка   | 17–22 | Лис 2020 | Мастерс Париж, Франція                            | Мастерс 1000     | Тверде (i)  | Бруно Соарес         | Фелікс Оже-Аліассім Губерт Гуркач     | 7–6(7–3), 6–7(7–9), [2–10]              |
| Перемога  | 18–22 | Січ 2021 | Antalya Open, Туреччина                           | Серія 250        | Тверде      | Нікола Мектич        | Іван Додіг Філіп Полашек              | 6–2, 6–4                                |
| Перемога  | 19–22 | Лют 2021 | Murray River Open, Австралія                      | Серія 250        | Тверде      | Нікола Мектич        | Жеремі Шарді Фабріс Мартен            | 7–6(7–2), 6–3                           |
| Перемога  | 20–22 | Бер 2021 | Відкритий чемпіонат Роттердама, Нідерланди        | Серія 500        | Тверде (i)  | Нікола Мектич        | Кевін Кравєц Горія Текеу              | 7–6(9–7), 6–2                           |
| Поразка   | 20–23 | Бер 2021 | Dubai Tennis Championships, ОАЕ                   | Серія 500        | Тверде      | Нікола Мектич        | Хуан Себастьян Кабаль Роберт Фара     | 6–7(0–7), 6–7(4–7)                      |
| Перемога  | 21–23 | Кві 2021 | Відкритий чемпіонат Маямі з тенісу, США           | Мастерс 1000     | Тверде      | Нікола Мектич        | Ден Еванс Ніл Скупскі                 | 6–4, 6–4                                |
| Перемога  | 22–23 | Кві 2021 | Мастерс Монте-Карло, Монако                       | Мастерс 1000     | Ґрунт       | Нікола Мектич        | Ден Еванс Ніл Скупскі                 | 6–3, 4–6, [10–7]                        |
| Поразка   | 22–24 | Тра 2021 | Мастерс Мадрид, Іспанія                           | Мастерс 1000     | Ґрунт       | Нікола Мектич        | Марсель Гранольєрс Ораціо Себаллос    | 6–1, 3–6, [8–10]                        |
| Перемога  | 23–24 | Тра 2021 | Мастерс Рим, Італія                               | Мастерс 1000     | Ґрунт       | Нікола Мектич        | Раджив Рем Джо Солсбері               | 6–4, 7–6(7–4)                           |
| Перемога  | 24–24 | Чер 2021 | Eastbourne International, Велика Британія         | Серія 250        | Трава       | Нікола Мектич        | Раджив Рем Джо Салісбері              | 6–4, 6–3                                |
| Перемога  | 25–24 | Лип 2021 | Вімблдонський турнір, Велика Британія             | Великий Шлем     | Трава       | Нікола Мектич        | Марсель Гранольєрс Ораціо Себаллос    | 6–4, 7–6(7–5), 2–6, 7–5                 |
| Перемога  | 26–24 | Лип 2021 | Теніс на Олімпійських іграх, Японія               | Olympics         | Тверде      | Нікола Мектич        | Іван Додіг Марин Чилич                | 6–4, 3–6, [10–6]                        |
| Поразка   | 26–25 | Сер 2021 | Мастерс Канада, Канада                            | Мастерс 1000     | Тверде      | Нікола Мектич        | Раджив Рем Джо Салісбері              | 3–6, 6–4, [3–10]                        |
| Поразка   | 26–26 | Лют 2022 | Dubai Tennis Championships, ОАЕ                   | Серія 500        | Тверде      | Нікола Мектич        | Тім Пюц Майкл Вінус                   | 3–6, 7–6(7–5), [14–16]                  |
| Поразка   | 26–27 | Кві 2022 | Serbia Open, Сербія                               | Серія 250        | Ґрунт       | Нікола Мектич        | Аріель Беар Ґонсало Ескобар           | 6–2, 3–6, [10–7]                        |
| Перемога  | 27–27 | Тра 2022 | Відкритий чемпіонат Італії, Італія (2)            | Мастерс 1000     | Ґрунт       | Нікола Мектич        | Джон Ізнер Дієго Шварцман             | 6–2, 6–7(6–8), [12–10]                  |
| Перемога  | 28–27 | Тра 2022 | Geneva Open, Швейцарія                            | Серія 250        | Ґрунт       | Нікола Мектич        | Матве Мідделкоп Пабло Андухар         | 2–6, 6–2, [10–3]                        |
| Перемога  | 29–27 | Чер 2022 | Відкритий чемпіонат Штутгарта, Німеччина          | Серія 250        | Трава       | Hubert Hurkacz       | Тім Пютц Майкл Вінус                  | 7–6(7–3), 7–6(7–5)                      |
| Перемога  | 30–27 | Чер 2022 | Queen's Club Championships, Велика Британія       | Серія 500        | Трава       | Нікола Мектич        | Ллойд Ґласспул Харрі Хеліовара        | 3–6, 7–6(7–3), [10–6]                   |
| Перемога  | 31–27 | Чер 2022 | Eastbourne International, Велика Британія (2)     | Серія 250        | Трава       | Нікола Мектич        | Матве Мідделкоп Люк Савіль            | 6–4, 6–2                                |
| Поразка   | 31–28 | Лип 2022 | Вімблдонський турнір, Велика Британія             | Великий Шлем     | Трава       | Нікола Мектич        | Меттью Ебден Макс Перселл             | 6–7(5–7), 7–6(7–3), 6–4, 4–6, 6–7(2–10) |
| Перемога  | 32–28 | Жов 2022 | Astana Open, Казахстан                            | Серія 500        | Тверде (i)  | Нікола Мектич        | Адріан Маннаріно Фабріс Мартен        | 6–4, 6–2                                |
| Поразка   | 32–29 | Лис 2022 | Фінал ATP, Італія                                 | Фінали Туру      | Тверде (i)  | Нікола Мектич        | Раджив Рем Джо Салісбері              | 6–7(4–7), 4–6                           |
| Перемога  | 33–29 | Січ 2023 | ATP Auckland Open, Нова Зеландія                  | Серія 250        | Тверде      | Нікола Мектич        | Натаніел Ламмонс Джексон Вітроу       | 6–4, 6–7(5–7), [10–6]                   |
| Перемога  | 34–29 | Чер 2023 | Stuttgart Open, Німеччина (2)                     | Серія 250        | Трава       | Нікола Мектич        | Кевін Кравєц Тім Пютц                 | 7–6(7–2), 6–3                           |
| Перемога  | 35–29 | Чер 2023 | Eastbourne International, Велика Британія (3)     | Серія 250        | Трава       | Нікола Мектич        | Іван Додіг Аустін Крайчек             | 6–4, 6–2                                |
| Поразка   | 35–30 | Вер 2023 | Almaty Open, Казахстан                            | 250 Series       | Тверде (i)  | Джон Пірс (тенісист) | Натаніел Ламмонс Джексон Вітроу       | 6–7(4–7), 6–7(7–9)                      |
| Перемога  | 36–30 | Січ 2024 | Hong Kong Tennis Open, КНР                        | 250 Series       | Тверде      | Марсело Аревало      | Сандер Жіє Йоран Вліґен               | 7–6(7–3), 6–4                           |
| Поразка   | 36–31 | Тра 2024 | Italian Open, Італія                              | Masters 1000     | Ґрунт       | Марсело Аревало      | Марсель Гранольєрс Орасіо Себальйос   | 2–6, 2–6                                |
| Перемога  | 37–31 | Тра 2024 | Geneva Open, Швейцарія                            | 250 Series       | Ґрунт       | Марсело Аревало      | Жан-Жульєн Роєр Ллойд Ґласспул        | 7–6(7–2), 7–5                           |
| Перемога  | 38–31 | Чер 2024 | French Open, Франція                              | Grand Slam       | Ґрунт       | Марсело Аревало      | Сімоне Болеллі Андреа Вавассорі       | 7–5, 6–3                                |
| Перемога  | 39–31 | Сер 2024 | Мастерс Цинциннаті, США                           | Masters 1000     | Тверде      | Марсело Аревало      | Маккензі Макдоналд Алекс Мікелсен     | 6–2, 6–4                                |
| Поразка   | 39–32 | Лис 2024 | ATP Фінали, Італія                                | Tour Фінали      | Тверде (i)  | Марсело Аревало      | Kevin Krawietz Тім Пютц               | 6–7(5–7), 6–7(6–8)                      |
| Перемога  | 40–32 | Бер 2025 | Indian Wells Open, США                            | Masters 1000     | Тверде      | Марсело Аревало      | Себастьян Корда Джордан Томпсон       | 6–3, 6–4                                |
| Перемога  | 41–32 | Бер 2025 | Miami Open                                        | ATP Masters 1000 | Тверде      | Марсело Аревало      | Джуліан Кеш Ллойд Ґласспул            | 7–6(7–3), 6–3                           |
| Поразка   | 41–33 | Кві 2025 | Mutua Madrid Open                                 | ATP 1000         | Ґрунт (red) | Марсело Аревало      | Марсель Гранольєрс Орасіо Себальйос   | 6–4, 6–4                                |
| Перемога  | 42–33 | Тра 2025 | Italian Open                                      | ATP 1000         | Ґрунт (red) | Марсело Аревало      | Садіо Думбія Фаб'єн Ребуль            | 6–4, 6–7(6–8), [13–11]                  |

## Досягнення в парному розряді
| W | Ф | ПФ | ЧФ | #Р | КТ | К# | P# | DNQ | A | Z# | PO | G | S | B | NMS | NTI | P | NH |

Актуально станом на завершення Мастерс Монте-Карло 2023.
| Турнір                                 | 2011              | 2012              | 2013              | 2014              | 2015              | 2016              | 2017         | 2018         | 2019         | 2020         | 2021  | 2022         | 2023         | SR      | В-П     |
| -------------------------------------- | ----------------- | ----------------- | ----------------- | ----------------- | ----------------- | ----------------- | ------------ | ------------ | ------------ | ------------ | ----- | ------------ | ------------ | ------- | ------- |
| Турніри Великого шолома                |                   |                   |                   |                   |                   |                   |              |              |              |              |       |              |              |         |         |
| Відкритий чемпіонат Австралії з тенісу |                   |                   |                   | 2р                | 1р                | 1р                | 1р           | 2018         | 2р           | 3р           | ПФ    | 2р           | 2р           | 1 / 10  | 16–9    |
| Відкритий чемпіонат Франції з тенісу   |                   |                   |                   | 3р                | 1р                | 1р                | 2р           | Ф            | 3р           | Ф            |       | 3р           | 1р           | 0 / 9   | 17–9    |
| Вімблдонський турнір                   |                   |                   |                   | 3р                | 3р                | 3р                | Ф            | 1р           | 2р           | NH           | 2021  | Ф            | 3р           | 1 / 9   | 25–8    |
| Відкритий чемпіонат США з тенісу       |                   |                   |                   | 2р                | 2р                | 2р                | 3р           | 1р           | 2р           | 2020         | 1р    | ЧФ           |              | 1 / 9   | 14–8    |
| В-П                                    | 0–0               | 0–0               | 0–0               | 6–4               | 3–4               | 3–4               | 8–4          | 11–3         | 5–4          | 12–2         | 10–2  | 11–4         | 3–3          | 3 / 37  | 72–34   |
| Чемпіонат завершення сезону            |                   |                   |                   |                   |                   |                   |              |              |              |              |       |              |              |         |         |
| Фінал ATP                              | Не кваліфікувався | Не кваліфікувався | Не кваліфікувався | Не кваліфікувався | Не кваліфікувався | Не кваліфікувався | RR           | RR           | DNQ          | RR           | ПФ    | Ф            |              | 0 / 5   | 10–6    |
| Серія Мастерс 1000 Світового Туру ATP  |                   |                   |                   |                   |                   |                   |              |              |              |              |       |              |              |         |         |
| Indian Wells Open                      |                   |                   |                   |                   |                   |                   |              | ПФ           | ПФ           | NH           | ЧФ    | 1р           | 2р           | 0 / 5   | 9–5     |
| Відкритий чемпіонат Маямі з тенісу     |                   |                   |                   |                   |                   |                   | 1р           | ЧФ           | ЧФ           | NH           | П     | 2р           | 1р           | 1 / 6   | 1–5     |
| Мастерс Монте-Карло                    |                   |                   |                   |                   |                   |                   |              | Ф            | 2р           | NH           | П     | ЧФ           | 2р           | 1 / 6   | 8–4     |
| Мастерс Мадрид                         |                   |                   |                   |                   |                   |                   | 2р           |              | ЧФ           | NH           | Ф     | 2р           |              | 0 / 4   | 6–4     |
| Мастерс Рим                            |                   |                   |                   |                   |                   |                   | 2р           | ЧФ           | ПФ           | ЧФ           | 2021  | П            |              | 2 / 5   | 17–4    |
| Мастерс Канада                         |                   |                   |                   |                   |                   |                   | ПФ           | ПФ           | 1р           | NH           | Ф     | 2р           |              | 0 / 5   | 7–5     |
| Мастерс Цинциннаті                     |                   |                   |                   |                   |                   |                   | 2р           | 2р           | ПФ           | 1р           | 2р    | 2р           |              | 0 / 6   | 4–6     |
| Мастерс Шанхай                         |                   |                   |                   |                   |                   | ПФ                | ЧФ           | ПФ           | П            | NH           | NH    | NH           |              | 1 / 4   | 11–3    |
| Мастерс Париж                          |                   |                   |                   |                   |                   |                   | 1р           | ПФ           | 1р           | Ф            | 2р    |              |              | 0 / 5   | 5–4     |
| В-П                                    | 0–0               | 0–0               | 0–0               | 0–0               | 0–0               | 3–1               | 5–7          | 13–7         | 19–8         | 5–3          | 22–5  | 9–6          | 1-3          | 5 / 46  | 77–40   |
| Виступи за країну                      |                   |                   |                   |                   |                   |                   |              |              |              |              |       |              |              |         |         |
| Кубок Девіса                           |                   |                   | PO                | Z1                |                   |                   |              | П            | RR           | Ф            | Ф     | ПФ           |              | 1 / 4   | 4–6     |
| Теніс на Олімпійських іграх            | NH                |                   | Не проводили      | Не проводили      | Не проводили      |                   | Не проводили | Не проводили | Не проводили | Не проводили | П     | Не проводили | Не проводили | 1 / 1   | 5–0     |
| Загальна статистика                    |                   |                   |                   |                   |                   |                   |              |              |              |              |       |              |              |         |         |
| Титули                                 | 0                 | 0                 | 0                 | 0                 | 1                 | 4                 | 3            | 5            | 2            | 2            | 9     | 6            | 1            | 33      | 33      |
| Фінали                                 | 0                 | 1                 | 1                 | 1                 | 4                 | 8                 | 6            | 10           | 3            | 5            | 12    | 10           | 1            | 61      | 61      |
| Разом виграшів–поразок                 | 0–0               | 5–2               | 5–4               | 18–18             | 19–16             | 39–22             | 47–27        | 56–21        | 41–26        | 30–15        | 65–14 | 55–21        | 8–8          | 388-193 | 388-193 |
| Рейтинг на кінець року                 | 379               | 130               | 71                | 56                | 54                | 29                | 17           | 3            | 18           | 4            | 1     | 5            |              | 66.78%  | 66.78%  |